# 石竹叶繁缕
石竹叶繁缕（学名：Stellaria dianthifolia）为石竹科繁缕属的植物，是中国的特有植物。分布在中国大陆的甘肃、西藏、四川、青海等地，生长于海拔3,200米至3,800米的地区，常生长在刺柏林下，目前尚未由人工引种栽培。